# Tournée de l'équipe de France de rugby à XV en 2024
L'équipe de France de rugby à XV effectue une tournée en Argentine et en Uruguay du 6 au 13 juillet 2024, dans le cadre du calendrier international d'été,.
La tournée est marquée par des événements extrasportifs impliquant des joueurs français lors d'une soirée qui a dégénéré.

## Historique
Depuis 2012, la France a effectué une tournée en Argentine dans le cadre d'une série de deux test matchs l'année suivant la Coupe du monde 2015. Cependant, en raison de la pandémie de Covid-19, la tournée de 2020 a été annulée.

## Format
Alors qu'il était prévu que l'ensemble de la tournée se déroule contre l'Argentine, un match non capé contre l'Uruguay a été ajouté en mars,, disputé sous le titre d'« équipe de France développement ».
En préambule, un match non capé doit initialement être disputé contre la sélection du XV mondial ; la tenue de la rencontre est finalement annulée pour « problèmes d'organisation ». En compensation, un stage de préparation réunissant l'équipe de France et celle de Roumanie est mis en place, avec comme point d'orgue un entraînement commun le 22 mai 2024 au Centre national du rugby.

## Controverses et affaires judiciaires
La nuit suivant la victoire du XV de France face à l'Argentine lors du premier test match, Melvyn Jaminet publie sur Instagram une vidéo dans laquelle il tient des propos racistes. Dès le lendemain, il est exclu du groupe et de la Tournée, en attente de sanctions ultérieures, notamment de la part de son club, le Rugby club toulonnais.
Le 8 juillet, le deuxième ligne palois Hugo Auradou et le troisième ligne rochelais Oscar Jégou sont arrêtés par la police argentine, suspectés d'agression sexuelle sur une femme pendant la nuit ayant suivi le match. Le président de la FFR, Florian Grill, effectue le déplacement en urgence vers Mendoza et tient une première conférence de presse improvisée dans laquelle il déclare que « si les faits sont avérés, ils sont incroyablement graves ». Placés en détention provisoire à la suite de cette arrestation, ils sont inculpés le 12 juillet 2024 pour viol aggravé.
L'affaire crée un vif émoi en Argentine, l'avocat des deux joueurs, Rafael Cúneo Libarona étant le frère de l'actuel ministre de la Justice argentin Mariano Cúneo Libarona.

## Résultats complets
| No | Date            | Lieu                                            | Match                          | Score   | Compétition |
| -- | --------------- | ----------------------------------------------- | ------------------------------ | ------- | ----------- |
| 1  | 6 juillet 2024  | Stade Malvinas-Argentinas, Mendoza — Argentine  | Argentine – France             | 13 – 28 | Test match  |
| 2  | 10 juillet 2024 | Stade Charrúa, Montevideo — Uruguay             | Uruguay – France développement | 28 – 43 | Test match  |
| 3  | 13 juillet 2024 | Stade José-Amalfitani, Buenos Aires — Argentine | Argentine – France             | 33 – 25 | Test match  |

## Effectif
Le 17 juin 2024, Fabien Galthié nomme une première liste de trente-deux joueurs afin de préparer la tournée. De nombreux joueurs non capés sont convoqués.
Le 23 juin suivant, l'encadrement dévoile un groupe définitif de quarante-deux joueurs, dont vingt-deux ne comptent aucune sélection. Il inclut désormais onze joueurs des deux équipes éliminées en demi-finale du Top 14, tandis qu'aucun joueur des deux clubs finalistes ne sont convoqués et que de nombreux cadres sont laissés au repos. Après la préparation, Régis Montagne, Matis Perchaud et Tevita Tatafu (qui n'est pas encore éligible avec le XV de France) ne sont finalement pas conservés.
Le lendemain, Louis Carbonel déclare forfait ; Joris Segonds est convoqué pour le remplacer.
Le 7 juillet, après le premier test joué contre l'Argentine, Melvyn Jaminet est mis à l'écart par la fédération française après des propos racistes diffusés sur ses réseaux sociaux. Le lendemain, Régis Montagne, déjà convoqué dans la première liste, est appelé en renfort pour remplacer numériquement Jaminet dans le groupe.
Le 8 juillet, Hugo Auradou et Oscar Jégou sont arrêtés par la police argentine après une plainte à leur encontre pour agression sexuelle présumée sur une femme survenue la veille. Ils ne sont donc plus disponibles pour les matchs suivants.

### Avants
| Nom                      | Naissance         | Sélections (Pts marqués) | Club                  | Année de 1re sélection |
| Piliers                  | Piliers           | Piliers                  | Piliers               | Piliers                |
| ------------------------ | ----------------- | ------------------------ | --------------------- | ---------------------- |
| Demba Bamba              | 17 mars 1998      | 28 (0)                   | Lyon OU               | 2018                   |
| Giorgi Beria             | 11 novembre 1999  | 0 (0)                    | ASM Clermont Auvergne | -                      |
| Georges-Henri Colombe    | 9 avril 1998      | 4 (5)                    | Stade rochelais       | 2024                   |
| Jean-Baptiste Gros       | 2 janvier 1994    | 29 (0)                   | RC Toulon             | 2020                   |
| Thomas Laclayat          | 2 octobre 1997    | 1 (0)                    | Racing 92             | 2023                   |
| Régis Montagne           | 30 septembre 2000 | 0 (0)                    | FC Grenoble           | -                      |
| Sébastien Taofifénua     | 21 mars 1992      | 9 (0)                    | Lyon OU               | 2017                   |
| Talonneurs               |                   |                          |                       |                        |
| Gaëtan Barlot            | 13 avril 1997     | 9 (0)                    | Castres olympique     | 2021                   |
| Teddy Baubigny           | 2 septembre 1998  | 3 (0)                    | RC Toulon             | 2020                   |
| Janick Tarrit            | 29 octobre 1998   | 0 (0)                    | Racing 92             | -                      |
| Deuxièmes lignes         |                   |                          |                       |                        |
| Hugo Auradou             | 20 juillet 2003   | 1 (0)                    | Section paloise       | 2024                   |
| Pierre-Henri Azagoh      | 25 juillet 1998   | 2 (0)                    | Stade français Paris  | 2021                   |
| Mickaël Guillard         | 10 décembre 2000  | 2 (0)                    | Lyon OU               | 2024                   |
| Baptiste Pesenti         | 3 juillet 1997    | 6 (0)                    | Stade français Paris  | 2020                   |
| Posolo Tuilagi           | 28 juillet 2004   | 5 (0)                    | USA Perpignan         | 2024                   |
| Florent Vanverberghe     | 22 juillet 2000   | 0 (0)                    | Castres olympique     | -                      |
| Troisièmes lignes aile   |                   |                          |                       |                        |
| Romain Briatte           | 18 février 1993   | 1 (0)                    | Stade français Paris  | 2024                   |
| Judicaël Cancoriet       | 25 avril 1996     | 5 (0)                    | Stade rochelais       | 2017                   |
| Ibrahim Diallo           | 23 janvier 1998   | 3 (0)                    | Racing 92             | 2021                   |
| Oscar Jégou              | 31 mai 2003       | 1 (0)                    | Stade rochelais       | 2014                   |
| Lenni Nouchi             | 24 novembre 2003  | 2 (0)                    | Montpellier HR        | 2024                   |
| Troisièmes lignes centre |                   |                          |                       |                        |
| Jordan Joseph            | 31 juillet 2000   | 2 (0)                    | Racing 92             | 2024                   |
| Yann Peysson             | 6 juillet 2000    | 0 (0)                    | Castres olympique     | -                      |
| Killian Tixeront         | 22 janvier 2002   | 1 (0)                    | ASM Clermont Auvergne | 2024                   |

### Arrières
| Nom                | Naissance         | Sélections (Pts marqués) | Club                  | Année de 1re sélection |
| Demis de mêlée     | Demis de mêlée    | Demis de mêlée           | Demis de mêlée        | Demis de mêlée         |
| ------------------ | ----------------- | ------------------------ | --------------------- | ---------------------- |
| Baptiste Couilloud | 22 juillet 1997   | 17 (20)                  | Lyon OU               | 2018                   |
| Baptiste Jauneau   | 17 novembre 2003  | 1 (0)                    | ASM Clermont Auvergne | 2024                   |
| Baptiste Serin     | 20 juin 1994      | 46 (108)                 | RC Toulon             | 2016                   |
| Demis d'ouverture  |                   |                          |                       |                        |
| Léo Berdeu         | 13 juin 1998      | 0 (0)                    | Lyon OU               | -                      |
| Antoine Hastoy     | 4 juin 1997       | 7 (25)                   | Stade rochelais       | 2021                   |
| Joris Segonds      | 6 avril 1997      | 0 (0)                    | Stade français Paris  | -                      |
| Centres            |                   |                          |                       |                        |
| Léon Darricarrère  | 4 juin 2004       | 0 (0)                    | ASM Clermont Auvergne | -                      |
| Simeli Daunivucu   | 12 février 2005   | 0 (0)                    | Stade rochelais       | -                      |
| Antoine Frisch     | 1er juin 1996     | 2 (5)                    | Munster               | 2024                   |
| Émilien Gailleton  | 13 juillet 2003   | 3 (5)                    | Section paloise       | 2023                   |
| Arthur Vincent     | 30 septembre 1999 | 18 (5)                   | Montpellier HR        | 2020                   |
| Ailiers            |                   |                          |                       |                        |
| Théo Attissogbé    | 19 novembre 2004  | 2 (10)                   | Section paloise       | 2024                   |
| Jules Favre        | 22 mars 1999      | 0 (0)                    | Stade rochelais       | -                      |
| Lester Etien       | 21 juin 1995      | 2 (0)                    | Stade français Paris  | 2024                   |
| Nathanaël Hulleu   | 16 mai 2000       | 0 (0)                    | Castres olympique     | -                      |
| Joris Jurand       | 11 novembre 1995  | 0 (0)                    | ASM Clermont Auvergne | -                      |
| Arrières           |                   |                          |                       |                        |
| Léo Barré          | 20 août 2002      | 4 (5)                    | Stade français Paris  | 2024                   |
| Lucas Dubois       | 9 juin 1998       | 0 (0)                    | USA Perpignan         | -                      |
| Melvyn Jaminet     | 30 juin 1999      | 20 (214)                 | RC Toulon             | 2021                   |